# 隣接法律専門職
隣接法律専門職（りんせつほうりつせんもんしょく）とは、個別法に基づき弁護士の職域の隣接域を自己の専門職域とする法律資格者。弁護士に接した職域に存在する法律職という意味。「隣接士業」ともいう。

## 概説

### 世界の隣接法律専門職
- アメリカにおいては、弁理士（Patent agent）以外隣接法律専門職が存在せず、弁護士が全ての法律事務を行う制度となっている。
- ドイツでは、税理士制度が弁護士制度とは別に存在する。
- ベトナムでは、近年税理士制度が創設された。

## 日本の隣接法律専門職
日本においては全ての法律事務について弁護士が業務権限を有するが、弁護士業務の範囲内で一定の法律分野に限定された業務権限を有する職種が設置されている。
また、弁護士の職務範囲に属さない独自の業務範囲を有する法律関係の専門職も存在し、これらも隣接法律専門職に含めて論じられることがある。

### 弁護士の職域に含まれる職種
以下の職種は、法律上は弁護士の権限に包摂される権限しか有さないが、実務上弁護士が直接取り扱うことが一般的ではない分野に専門性を有している。
- 弁理士 - 産業財産権の権利化・管理
- 司法書士 - 権利部登記
- 税理士 - 税務一般
- 社会保険労務士 - 社会保険手続一般、日常的な労務手続
- 行政書士 - 行政に対する申請手続・許認可手続
- 海事代理士 - 海事手続、船舶登記

### 弁護士の職域に含まれない職種
以下の職種は、法律事務以外に独自の専門領域を持つ専門職であるため、弁護士がその業務を行うことはできない。
- 公認会計士 - 会計・監査業務
- 土地家屋調査士 - 測量、表題部登記
- 不動産鑑定士 - 不動産の鑑定評価